# La Torrassa
La Torrasa (comúnmente, en catalán y oficialmente La Torrassa) es un barrio de Hospitalet de Llobregat, en el área metropolitana de Barcelona. Está clasificado territorialmente dentro del Distrito II, juntamente con Collblanc, con el cual forma una unidad en diferentes aspectos tanto administrativos como de la vida ciudadana. Limita con Santa Eulalia y Sant Josep, al sur; con Collblanc, al norte; La Florida al oeste y El barrio barcelonés de Sants-Badal al este.
En sus orígenes, y por tanto a lo largo de su historia, ha sido un núcleo vinculado a Collblanc. Hoy, la plaza Española y el nuevo parque de la Torrassa son el corazón de este barrio, y es donde se articula la fiesta mayor al principio de cada verano.

## Transporte público
La estación de metro de Torrassa de las líneas 1 y 9 comunican el barrio con el resto de la ciudad y del área metropolitana

## Plan Integral Collblanc-Torrasa y Ley de Barrios
A principios de 1999 la Comisión de entidades del barrio proponen al ayuntamiento un plan para impulsar Coll-Blanch y La Torrasa. Ese fue el embrión del Plan Integral que aprueba el pleno del Ayuntamiento en el 2002. En el 2004 se acepta el Plan Integral en la primera convocatoria de la Ley de Barrios que hace la Generalidad de Cataluña.
Este proyecto ha cambiado sustancialmente la fisonomía del barrio, construido bajo la especulación de la época franquista.

## La Casa de la Torrassa
El barrio recibe su nombre de una masía que se encuentra en los números 123-129 de La Ronda de la Torrasa. Esta casa fue hace varios siglos propiedad del célebre Barón de Maldá, autor de "Calaix de sastre", un diario que nos ha permitido conocer al detalle los acontecimientos de Barcelona sucedidos de 1769 hasta 1819.
La casa de La Torrassa también es llamada torre Llampada o Esllampegada. Esta denominación proviene de un rayo –un llampec en catalán - que cayó en lo alto de la torre. En la Edad Media catalana el nombre de torrassa se correspondía con los castillos que tenían forma de una gran torre. El ayuntamiento de Hospitalet del Llobregat estaba rehabilitando La Casa de La Torrassa con el objetivo de convertirla en un centro abierto de ocio para niños y jóvenes, a su vez se estaba realizando un estudio histórico y arqueológico, cuando se encontró con un gran descubrimiento.
El ayuntamiento anunció el 21 de octubre de 2008 el hallazgo de los restos de una fortificación. Se trata del Castillo de Bellvís del cual se tenían referencias desde el siglo X, pero se había perdido la pista a partir del siglo XVI. La casa de la Torrassa pasará a ser declarada próximamente Bien Cultural de Interés Nacional ya que por ley todos los castillos reciben esta clasificación.